# Vencer el desamor
Vencer el desamor es una telenovela producida por Rosy Ocampo para Televisa entre 2020 y 2021, siendo la segunda entrega de la franquicia Vencer. Se estrenó por Las Estrellas el 12 de octubre de 2020 en sustitución de La mexicana y el güero, y finalizó el 19 de febrero de 2021 siendo reemplazada por ¿Qué le pasa a mi familia?.
Está protagonizada por Claudia Álvarez, David Zepeda, Daniela Romo, Emmanuel Palomares, Julia Urbini y Valentina Buzzurro, junto con Altair Jarabo, Juan Diego Covarrubias, Alfredo Gatica, Isabella Camil, Leonardo Daniel —quien luego fue reemplazado por Marco Treviño— en los roles antagónicos. Acompañados Joshua Gutiérrez, Alejandra García, Lourdes Reyes, Christian de la Campa, José Elías Moreno, Beatriz Moreno y Carlos Bonavides.

## Trama
«Vencer el desamor» relata de la vida de cuatro mujeres de diferente edad y clase social en la cual tendrán que vivir juntas en el mismo lugar, tratando de hacer sus diferencias a un lado para poder convivir y salir adelante a base de los problemas y el desamor que había en sus vidas.
Bárbara Albarrán (Daniela Romo) es la esposa de Joaquín Falcón (José Elías Moreno), un respetable abogado con el cual crio a tres hijos: Álvaro (David Zepeda), Eduardo (Juan Diego Covarrubias) y Gael (Emmanuel Palomares). Su sueño en la vida es viajar por el mundo con su esposo, pero dicho plan se verá frustrado cuando Joaquín muere por un infarto dentro de su despacho, desatando un misterio cuando se presenta Calixto Bojórquez (Tizoc Arroyo) con Bárbara, haciéndose pasar por un asesor de bienes raíces para poder entrar a su casa, tratando de buscar algo que Joaquín escondió en su despacho. Bárbara piensa que el esta buscando venganza por su mayor secreto con Joaquín, tras perder a un bebé en su nacimiento, Bárbara y Joaquín adoptan Gael, lo cual hace que ella crea que el es el verdadero padre. Pero Bárbara, al saber más a fondo sobre el origen de Gael, conoce a Guadalupe Guajardo (Ariane Pellicer), la mujer de uno de los casos de su difunto esposo, la cual es la verdadera madre biológica de Gael. De igual forma, Gael tras se confundido por Calixto, doña Efi (Beatriz Moreno) y el padre Antero (Carlos Bonavides) por Rommel Guajardo (Emmanuel Palomares), un joven con el físico parecido al de él, Gael conoce la historia de la vida de Rommel y Guadalupe. Gael empieza a sospechar que su madre le ha estado ocultando la verdad y decide investigar más a fondo quién es Rommel, por lo que decide ir por segunda vez al Peñón de la esperanza, pero logra ser agredido unos pandilleros de los Peñones, una vez más al ser confundido por Rommel, por lo que el Liendre (Beng Zeng), un viejo amigo de Rommel lo ayuda llevándolo al reclusorio donde finalmente conoce a Rommel. Gael, destrozado y sintiendo que el no es un Falcón, va a la casa a confrontar a su madre por haberle ocultado su origen y se enoja con Bárbara. Gael en días seguidos, comienza a visitar a su gemelo al reclusorio, pero lo que nunca se imaginaria Gael, es que Rommel lo manipularía para seguir haciendo sus negocios ilícitos, llevando a Gael a equivocarse y terminar pisando el mismo reclusorio en el que esta su hermano gemelo. Una vez consiguiendo su libertad, Gael se reconcilia con Bárbara, y la noche previa antes de salir del reclusorio, Gael es drogado por Rommel para usurpar su identidad y salir del reclusorio para seguir haciendo negocios ilícitos, mientras que Gael se queda pagando por el, pero debido a que Gael se encuentra mal de salud, Guadalupe es avisada al reclusorio, pero se da cuenta de que el es Gael y no Rommel, lo cual recupera su libertad. Después de reconciliarse con su hijo, Bárbara volverá a encontrar el amor hacia un hombre cuando conoce a Lino Ferrer (Leonardo Daniel / Marco Treviño), un alumno de inglés de Dafne, que de igual manera, tiene muchas cosas en común con Bárbara, entre una fuerte, el viajar por el mundo.
Ariadna López (Claudia Álvarez), es la nuera de Bárbara con la que no se lleva bien, debido a que Ariadna piensa diferente. Era novia de Eduardo (hijo de Bárbara), nunca se casaron, siendo razón por la que Bárbara no se lleva bien con ella. Tienen un hijo llamado Tadeo (Iker García), el cual padece Síndrome de Asperger y necesita atención especial. Eduardo trata lo posible de convivir con su hijo, pero dichos intentos son en vano. Eduardo tras perder su empleo como contador (por un pequeño fraude que el mismo hizo), se va a vivir a la casa de su madre con Bárbara y su hijo tras no poder pagar la renta del departamento de donde ellos vivirán. Eduardo, tras haber hecho fraude en la empresa en la que trabajaba, tiene que pagar una cantidad grande de efectivo, por lo que con engaños, le pide ayuda a su madre, logrando hipotecar su casa, dejándola también con una deuda grande junto con Ariadna. Eduardo, tras no soportar a Ariadna, su hijo con autismo y una vida miserable, decide dejar a Ariadna para casarse con Linda Brown (Isabella Camil), una empresaria norteamericana con la cual decide irse con ella a Los Ángeles, dejando a Ariadna y Tadeo a su suerte. Por lo que Ariadna decide regresar a trabajar como reportera en el periódico "La voz del pueblo", para poder ayudar con los gastos de la casa y mantener a su hijo, pero lo que Eduardo nunca se imaginaria, es que Ariadna lo demandaría por abandono y pidiéndole una pensión alimenticia a su hijo. A raíz de eso, Eduardo empieza a tener problemas con Linda, cayendo en un círculo vicioso en donde ella ve que Eduardo quiere regresar a México con su familia y no se lo permite a base de chantajes y carga laboral. Ariadna, una vez más vuelve a encontrar el amor, pero con su cuñado Álvaro, el cual también sale de un divorcio con su exesposa Olga (Altair Jarabo), tras descubrir una infidelidad derivado a que tenían problemas para tener un bebé porque el esperma de Álvaro es infértil. A diferencia de Eduardo, Álvaro se lleva muy bien con su sobrino Tadeo, logrando entenderlo a la perfección, lo cual hace que Ariadna sienta también algo por su cuñado, teniendo ambos una cosa en común, el abandono de sus respectivas parejas.
Dafne Falcón Miranda (Julia Urbini), hija pero producto de una relación oculta que tenía Joaquín Falcón con Josefina Miranda (Lourdes Reyes). Bárbara se entera de que Joaquín tiene una hija con Josefina cuando en su testamento está incluida Dafne, lo cual también es heredera de Joaquín. Dafne es una madre muy joven, tuvo dos hijos con su esposo Néstor Ibarra (Joshua Gutiérrez): Clarita y Santiago. Dafne al dar a luz a Santiago, nunca se imaginaria que sería viuda cuando Néstor, en camino al hospital para ver a Dafne y su hijo recién nacido, sufre un accidente automovilístico. Dejando sola a Dafne y sus dos pequeños hijos. Tras no poder seguir pagando la renta de la casa donde vivía con Néstor y tener problemas con la pareja de su madre y también con sus suegros, Dafne decide irse de Rioverde, a la Ciudad de México, para conocer a sus medios hermanos y reclamar su parte del testamento que dejó Joaquín. Al llegar a la casa de los Falcón, conoce a Gael, con el que nunca se imaginaria que terminaría llevando una relación amorosa so su supuesto medio hermano. Gael también al encariñarse con los hijos de Dafne, cambiaria su visión de tener una relación amorosa casual, a una de compromiso. Dicha relación hará que haya más problemas entre Dafne y Bárbara, aparte de que Dafne es un recordatorio viviente de una infidelidad por parte de Joaquín. Dafne para sacar adelante a sus hijos mientras vive en la casa de los Falcón, da clases de inglés en la casa, siendo Lino Ferrer uno de sus alumnos y ayuda a las traducciones de documentos en la agencia de Gael en donde recibe dinero aparte.
Gemma Corona (Valentina Buzzurro) es hija de Levita Albarrán (Claudia Ríos), la media hermana que Bárbara odia por ser producto de la infidelidad de su padre. Gemma llega a la casa de los Falcón como reemplazo de Cuquita (Evangelina Martínez) sin que Bárbara sepa que ella es su sobrina, buscando ocultarse de Cuauhtémoc Vargas (Alfredo Gatica), un hombre al que su padre Onofre Corona (Moisés Manzano), le fue vendida para casarse con ella y pueda tener «una vida mejor», a lo que Gemma no accede por ser menor de edad. El sueño de Gemma es estudiar para ser una gran profesionista y poder ayudar a su madre y hermanos. Tras ser arrestados Cuauhtémoc y su padre por corrupción de menores, y de que Bárbara se reconcilie con Levita tras un accidente que Bárbara sufrió (provocado por Calixto), Gemma se va a vivir con su tía para poder seguir estudiando la secundaria y continuar sus estudios. En la secundaria conoce a Erika (Mariana Espinoza), Poncho (Axel Araiza) y Elena (Elena Lizarraga) y sobre todo a Dimitri (Andrés Vásquez), con el cual tiene un amor de juventud que ella sueña, pero Gemma tiene miedo que Dimi la rechace tras estar embarazada de un bebé que fue producto de la violación que sufrió por parte de Cuauhtémoc, lo cual tendrá que afrontar para también salir adelante y luchar por sus sueños.

## Reparto
Los primeros miembros del reparto se confirmaron el 12 de marzo de 2020, a través de la página web oficial de Las Estrellas.

### Reparto principal
- Claudia Álvarez como Ariadna López Hernández
- David Zepeda como Álvaro Falcón Albarrán
- Daniela Romo como Bárbara Albarrán vda. de Falcón
- Altair Jarabo como Olga Collado
- Juan Diego Covarrubias como Eduardo Falcón Albarrán
- Emmanuel Palomares como Gael Falcón Albarrán / Rommel Guajardo
- Julia Urbini como Dafne Falcón Miranda vda. de Ibarra
- Valentina Buzzurro como Gemma Corona Albarrán

### Reparto recurrente
- Alfredo Gatica como Cuauhtémoc «Cuauh» Vargas
- Issabela Camil como Linda Brown
- José Elías Moreno como Joaquín Falcón Ruiz
- Joshua Gutiérrez como Néstor Ibarra Bustos
- Christian de la Campa como Paulo Manrique
- Alejandra García como Romina Inunza
- Raquel Morell como Imelda
- Claudia Ríos como Levita Albarrán de Corona
- Lourdes Reyes como Josefina Miranda
- Patricia Martínez como Martha Bustos de Ibarra
- Francisco Avendaño como Eugenio Ibarra
- Iván Carranza como Humberto
- Bárbara Falconi como Cassandra Ríos
- Paco Luna como Juan José
- Mildred Feuchter como Ivette
- Gabriela Zas como Yolanda Enríquez
- Jorge Alberto Bolaños como Silvestre Salmerón
- Moisés Manzano como Onofre Corona
- Tizoc Arroyo como Calixto Borjórquez
- Iker García como Tadeo Falcón López
- Mía Martínez como Clara María «Clarita» Ibarra Falcón
- Eugenio Cobo como el Padre Pedro
- Evangelina Martínez como Cuquita
- Leonardo Daniel como Lino Ferrer / Eliseo Morán #1
- Carlos Orozco Plascencia como Conrado
- Pía Sanz como Estefanía
- Fernanda Ferruzca como Perla «Perlita» Corona Albarrán
- Beatriz Moreno como Efigenia Cruz «Doña Efi»
- Mauricio García-Muela como Guillermo "Memo" Estévez
- Ricardo Baranda como Bruno
- Mariana Espinoza como Erika
- Andrés Vásquez como Dimitrio «Dimi» Pacheco
- Axel Araiza como Alfonso «Poncho» Martínez
- Elena Lizarraga como Elena
- Carlos Bonavides como Padre Antero
- Ariane Pellicer como Guadalupe «Lupe» Guajardo
- Marco Treviño como Lino Ferrer / Eliseo Morán #2[16]
- Esperanza Morett como Dulcina
- Julio Durán como Antonio «Toño»
- Emmanuel Cano como Manolo
- Ilka Nájera como Ximena
- Leslie Aguilar como Patricia «Paty»
- Bárbara Singer como Rosario «Chayo»
- Renata Alejandra Aguilar como María
- Danny Jiménez como Sandro
- Claudia Arce Lemaitre como Tamara
- Sergio Zaldívar como Montaño
- Alfredo Huereca como Martín
- Elizabeth Guindi como Giselle

### Estrellas invitadas especiales
- Paulina Goto como Marcela Durán Bracho[17][18]
- Beng Zeng como Marco Beltrán Arizpe «La Liendre»
- Jonathan Becerra como El Yeison
- Francisco Pizaña como Vidal[19]
- Anna Ciocchetti como Refugio[19]
- Carlos Gatica como David[19]
- María del Carmen Félix como Graciela[20]

## Producción
La producción fue anunciada el 20 de enero de 2020 por Patricio Wills (presidente de Televisa Studios), en el marco de la NAPTE 2020 junto con otras nuevas producciones, la cual originalmente la producción tuvo como título provisional El ya no vive aquí. A inicios de febrero de 2020 se anuncia que Claudia Álvarez y a David Zepeda fueron confirmados como los protagonistas de la historia. El 24 de febrero de 2020 se confirma que la producción entraría al mismo universo de su producción hermana Vencer el miedo, confirmando de nueva cuenta a dos actores que formaron parte de la misma: Emmanuel Palomares y Beatriz Moreno, también se confirma a Daniela Romo como una de las cuatro protagonistas femeninas. En ese mismo día, se confirmó que la producción oficialmente llevará como título Vencer el desamor, la cual Rosy Ocampo inicia una nueva franquicia con la cual se abrió con Vencer el miedo.
El 14 de marzo de 2020, en una presentación a prensa, se confirma que Julia Urbini, Valentina Buzzurro y Juan Diego Covarrubias formarán parte del reparto protagónico. El primer avance promocional se subió al canal oficial de Las Estrellas el 17 de marzo de 2020, y el personaje de Romo se presentó en el episodio final de Vencer el miedo, haciendo una aparición especial en una escena con Arcelia Ramirez.
Originalmente, la telenovela tenía planeado iniciar grabaciones a inicios de abril de 2020 y estrenarse el 13 de julio de 2020, suplantando a Te doy la vida, pero debido a la pandemia de COVID-19 en México, ya no fue así. El 29 de marzo de 2020, Televisa ordenó suspender grabaciones de cualquier programa grabado en sus foros de forma temporal, la cual, la producción no tuvo la oportunidad de iniciar grabaciones oficialmente. La producción junto con otras como: Te doy la vida, La mexicana y el güero e Imperio de mentiras, entre otras, retomaron grabaciones la primera semana de junio de 2020, dándose el banderazo de reinicio de grabaciones oficial el 16 del mismo mes, por Alfonso de Angoitia y Bernardo Gómez, CEOs de Televisa. El 16 de junio de 2020, la producción se presentó durante el Up-front virtual de Univision para la temporada en televisión 2020-21. La telenovela oficialmente inicio grabaciones el 29 de junio de 2020, previo a esta, la productora Rosy Ocampo, realizó una misa de arranque de grabaciones en donde estuvo presente parte del reparto, en la cual también se confirma al actor Carlos Bonavides, el cual también participó en Vencer el miedo. El 9 de septiembre de 2020, se confirmó que Paulina Goto, la protagonista de Vencer el miedo, hará una participación especial retomando su papel de Marcela Durán, la cual será la responsable de "ceder la estafeta" a la nueva producción. El 17 de diciembre de 2020, se confirmó que la producción tendrá especial de Navidad y año nuevo, respectivamente para cada fecha correspondiente. La telenovela finalizó las grabaciones el 16 de diciembre de 2020.

## Audiencia
| Temporada | Horario (CT)                     | Episodios | Primera emisión       | Primera emisión      | Última emisión        | Última emisión       | Promedio de espectadores (millones) |
| Temporada | Horario (CT)                     | Episodios | Fecha                 | Audiencia (millones) | Fecha                 | Audiencia (millones) | Promedio de espectadores (millones) |
| --------- | -------------------------------- | --------- | --------------------- | -------------------- | --------------------- | -------------------- | ----------------------------------- |
| 1         | lunes a viernes 20:30 - 21:30 h. | 93        | 12 de octubre de 2020 | 3.5                  | 21 de febrero de 2021 | 4.0                  | 3.47                                |

## Premios y nominaciones

### TV Adicto Golden Awards
| Año  | Categoría                                            | Nominados                               | Resultados |
| ---- | ---------------------------------------------------- | --------------------------------------- | ---------- |
| 2020 | Mejor telenovela nacional                            | Rosy Ocampo                             | Ganador    |
| 2020 | Mejor producción                                     | Rosy Ocampo                             | Ganadora   |
| 2020 | Mejor protagonista femenina                          | Daniela Romo                            | Ganadora   |
| 2020 | Mejor canción                                        | «Vencer el desamor» por Daniela Romo    | Ganadora   |
| 2020 | Mejor dirección de escena                            | Benjamín Cann Fernando Nesme            | Ganadora   |
| 2020 | Mejor historia original                              | Pedro Armando Rodríguez Claudia Velazco | Ganadores  |
| 2021 | Mejor final de una telenovela iniciada el año pasado | Rosy Ocampo                             | Ganadora   |